# Hieracium rohlenae
Hieracium rohlenae — вид квіткових рослин з родини айстрових (Asteraceae). Вид зростає в Європі: Польща, Чехія; це багаторічна рослина помірних біомів.

## Середовище
Росте в заростях безсмертника, альпійських луках та чагарниках, а також на вирубках у карликових соснових насадженнях, в оліготрофних крайових частинах гірсько-лугових анклавів, часто зустрічається на узбіччях доріг. Він шукає кислі ґрунти.

## Біоморфологічна характеристика
Багаторічна трав'яниста рослина з простим, зазвичай 15–34 см завдовжки, найчастіше простим стеблом, часто пурпуровим, здутим біля основи. Стебло з численними простими волосками довжиною 2–4 мм по всій довжині, з ізольованими, розсіяними черешковими залозами у верхній частині та з розсіяними, численними зірчастими волосками у верхній частині. Листя волосисте, особливо з нижнього боку на середній жилці та на черешку, з короткими черешковими залозками по краю, прикоренева розетка листя під час цвітіння складається з 1–2 листків, але іноді листя вже сухе, листя черешкове, зовнішнє з оберненояйцеподібною пластиною, заокругленою на верхівці, поступово звуженою в крилатий черешок, стеблові листки найчастіше в кількості 3–6, нижні крилаточерешкові або сидячі, середні злегка обіймають, верхні іноді нагадують середні стеблові листки. Квіткова голова зазвичай одна, рідко дві-три, обгортка довжиною 10–15 мм, приквітки обгортки численні, що покривають один одного, з численними простими волосками та розсіяними ніжковими залозами. Плід — сім'янка.